# Mundhöhlenkarzinom

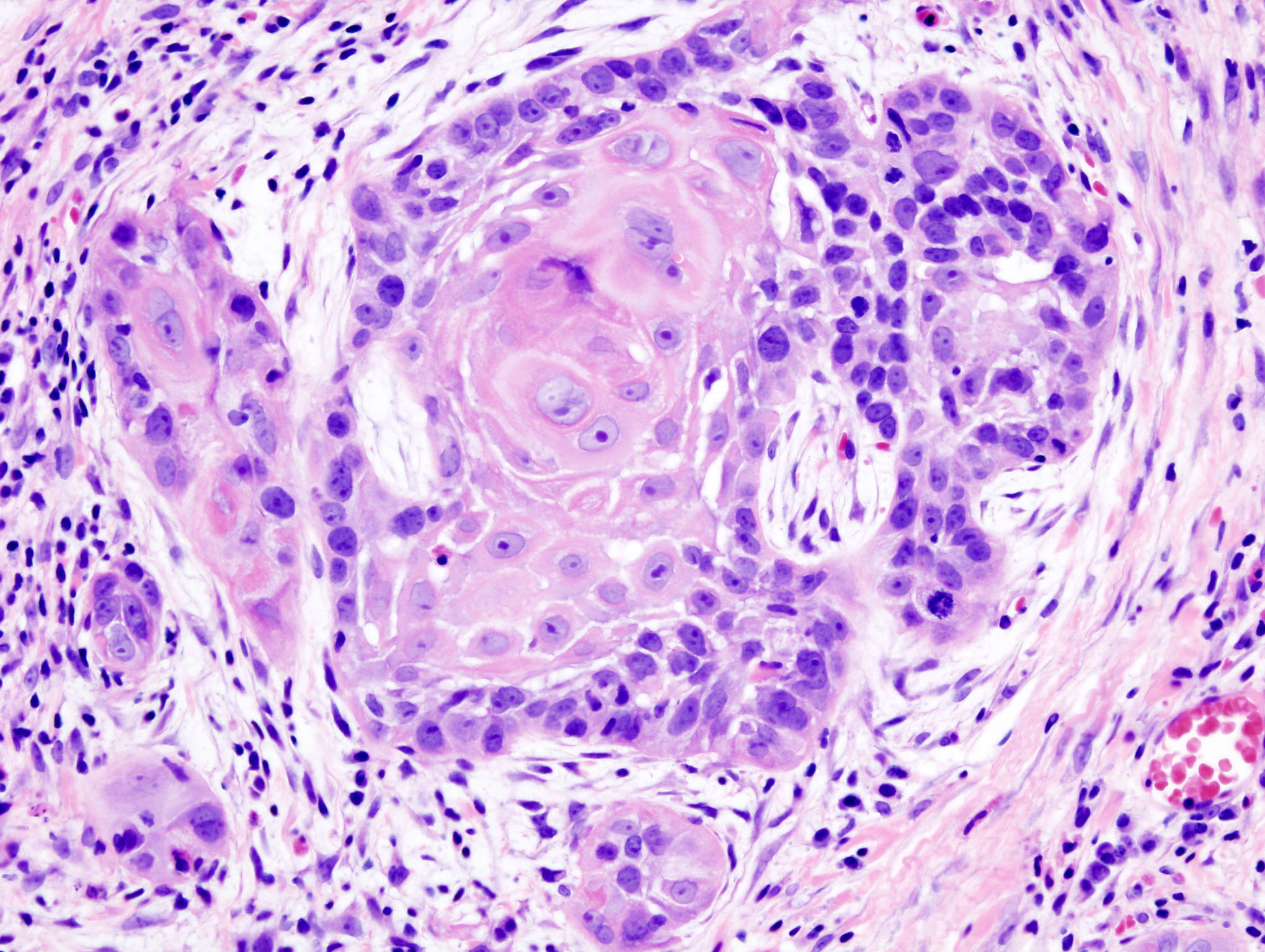
Histologisches Präparat eines Plattenepithelkarzinoms der Mundhöhle

Der Begriff Mundhöhlenkarzinom umschließt alle bösartigen Tumoren der Mundhöhle und Zunge, hierbei handelt es sich in 80 bis 90 Prozent der Fälle um Plattenepithelkarzinome. Andere Tumorarten, wie das von den seromukösen Schleimhautdrüsen ausgehende Adenokarzinom, sind selten. Mundhöhlenkarzinome gehören zur Klasse der Kopf-Hals-Tumoren.

## Ursachen
Hauptrisikofaktoren für das Auftreten eines Mundhöhlenkarzinoms sind chronischer Tabak- oder Alkoholmissbrauch, wesentlich seltener sind andere Faktoren. Bei chronischem Tabak- oder Alkoholabusus ist ein bis zu 6-fach, bei Kombination beider Risikofaktoren ein bis zu 30-fach erhöhtes Erkrankungsrisiko vorhanden. Für das Lippenkarzinom gilt der Kontakt der Lippe mit der Zigarette, unabhängig von der Gesamtmenge des Tabakkonsums, als ein Hauptrisikofaktor. Weiterhin ist der Gebrauch von Kautabak ein prädisponierender Faktor für die Entstehung eines Mundhöhlenkarzinoms. Neben dem Konsum von Tabak oder Alkohol kann auch eine einseitige Ernährung, wie ein übermäßiger Konsum von Fleisch oder gebratenem Essen, die Gefahr einer Karzinomentstehung in der Mundhöhle erhöhen. Daneben können auch sexuell übertragbare Krankheiten begünstigend wirken.

## Epidemiologie
Die Karzinome der Mundhöhle treten überwiegend nach der 5. Lebensdekade auf und haben einen Gipfel zwischen dem 60. und 70. Lebensjahr. Männer sind doppelt so häufig betroffen wie Frauen. Das Zentrum für Krebsregisterdaten und die Gesellschaft der epidemiologischen Krebsregister in Deutschland haben für 2014 ermittelt, dass pro Jahr 16,9 Männer von 100.000 an Mundhöhlen- oder Rachenkarzinom erkranken aber nur 5,9 Frauen. Die Überlebensrate 5 Jahre nach Diagnose ist bei Männern mit 43 Prozent geringer als bei Frauen mit 53 Prozent.
Die Mortalität des Mundhöhlenkarzinoms weist geographische Unterschiede auf, in Frankreich ist sie z. B. viermal so hoch wie in Deutschland. Auch in den USA ist die Inzidenz sowohl bei Männern als auch bei Frauen höher als in Deutschland. Das Mundhöhlenkarzinom liegt mit sechs Prozent aller Krebserkrankungen weltweit an sechster Stelle. Bei Männern ist es die fünfthäufigste und bei Frauen die 15.-häufigste Krebsneuerkrankung (Stand 2012). Das Fünf-Jahres-Überleben von Patienten mit diagnostiziertem Mundhöhlenkarzinom liegt in Deutschland bei etwa 55 Prozent.

## Pathologie

### Entstehung
Das Entstehen eines Mundhöhlenkarzinoms vollzieht sich in den seltensten Fällen ohne Präkanzerosen, welche – abhängig von der Wahrscheinlichkeit einer Entartung – in fakultative (geringe Wahrscheinlichkeit) und obligate (Wahrscheinlichkeit ≥ 30 %) Präkanzerosen unterteilt werden. Eine fakultative Präkanzerose des Mundhöhlenkarzinoms ist die Leukoplakie und findet sich am häufigsten auf der Wangenschleimhaut und im Mundwinkel. Die obligaten Präkanzerosen sind insgesamt seltener als Leukoplakien und häufig schon zum Zeitpunkt der Diagnose bösartig (maligne) entartet. Hierzu gehört z. B. der Morbus Bowen (bzw. Erythroplasie Queyrat), sie sind oft am Zahnfleisch oder der Zungenunterseite lokalisiert.

### Lokalisation

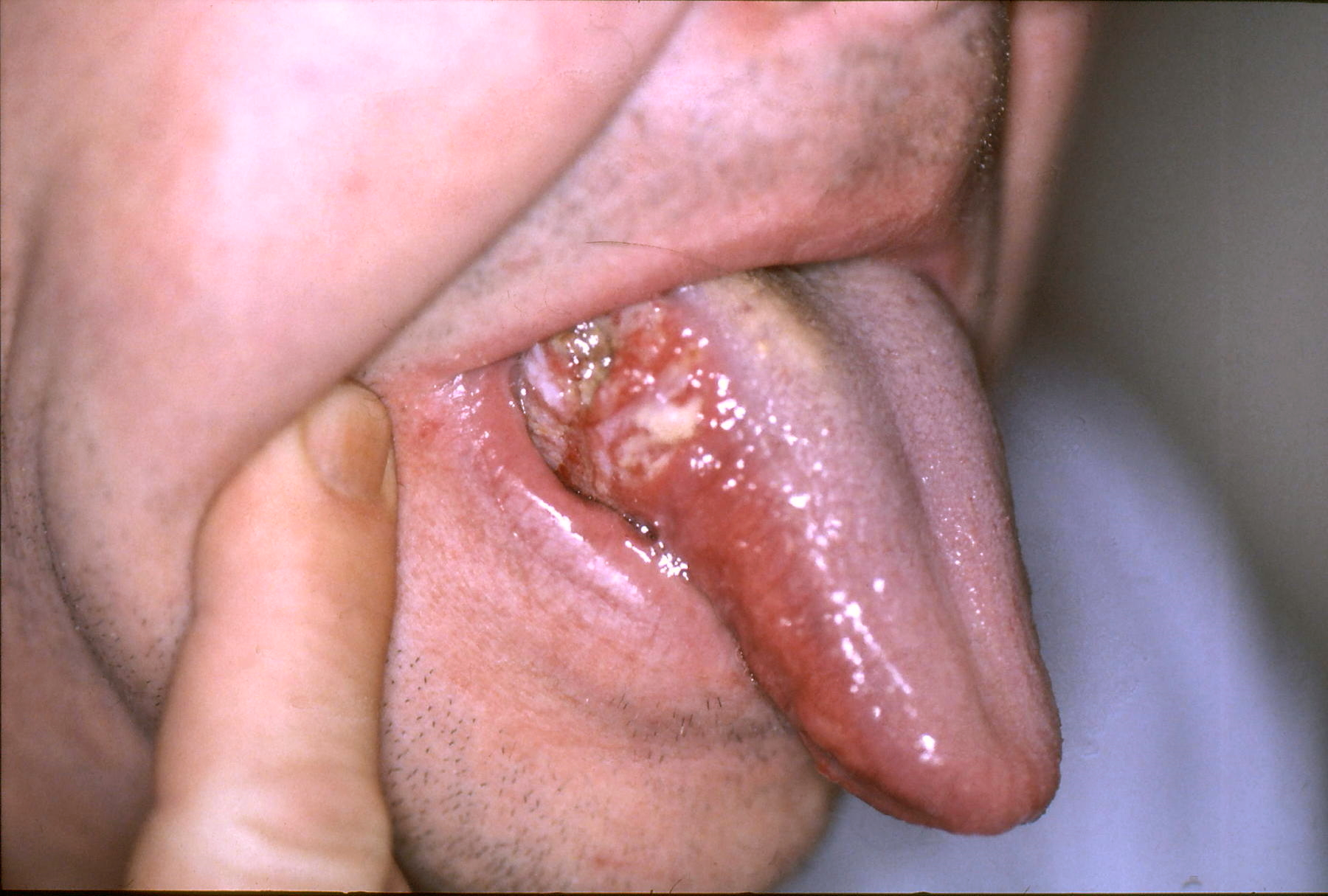
Exulzerierendes (geschwürartiges) Karzinom des hinteren Zungendrittels

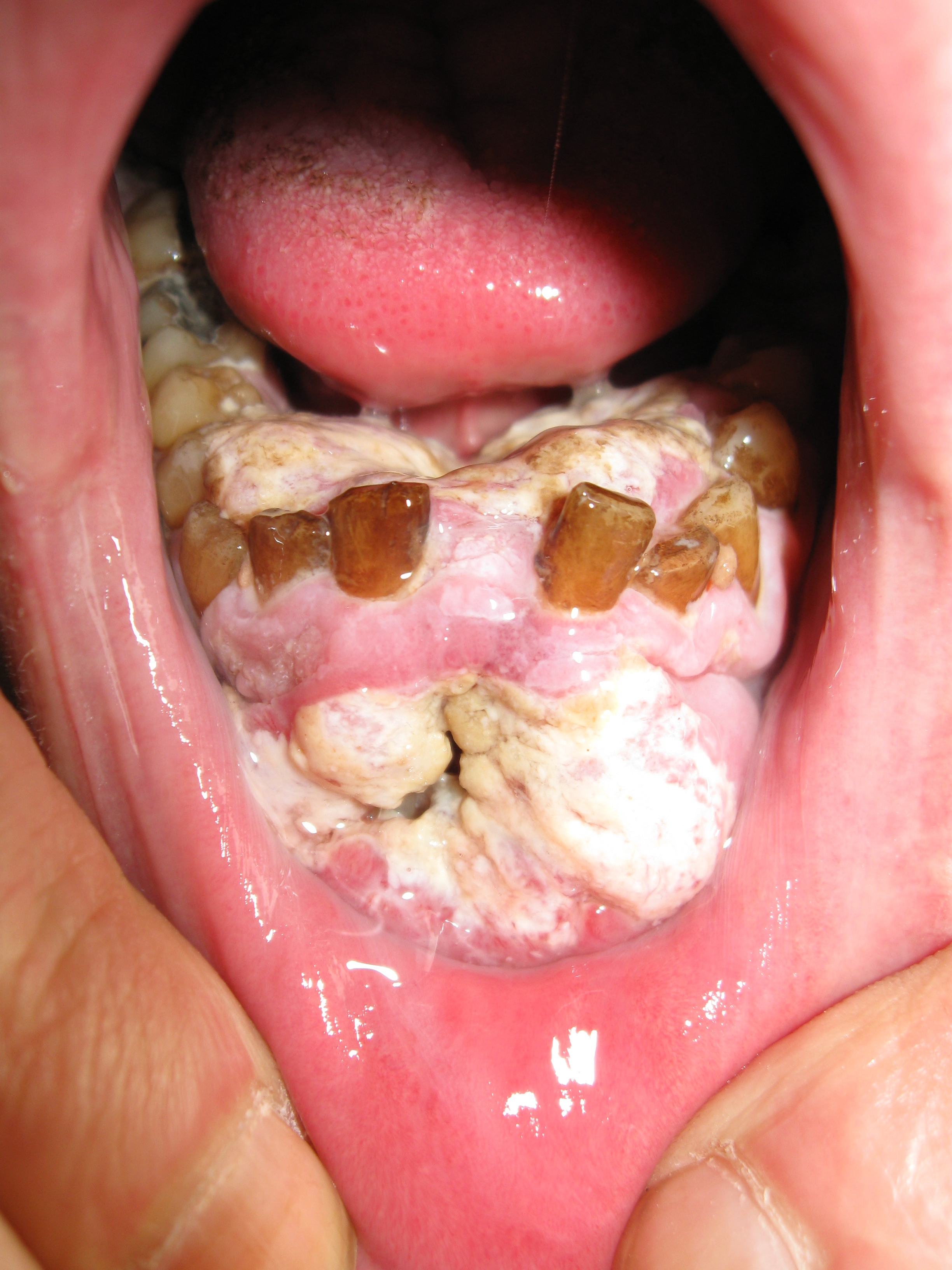
Plattenepithelkarzinom bei 40-jährigem Raucher

Nach einer Studie des DÖSAK (Deutsch-Österreichisch-Schweizerischer Arbeitskreis für Tumoren im Kiefer- und Gesichtsbereich) sind etwa 45 Prozent aller Mundhöhlenkarzinome am Mundboden lokalisiert. Die Tumoren an der Zunge (Zungenkrebs) folgen mit ca. 20 Prozent. Weitere Lokalisationen, jedoch deutlich seltener, sind in der Reihenfolge ihrer Häufigkeit: Zahnfleisch, Oberlippe und Wangenschleimhaut. Der Mundhöhlenkrebs entsteht oft an mehreren Stellen (multifokal), was die hohe Rezidivquote erklärt.

### Morphologie
Die beiden Formen des Wachstums des Mundhöhlenkarzinoms unterscheiden sich prognostisch voneinander:
- Ulzeröse (chronische) Form: Diese nach innen (endophytisch) wachsende Form besitzt in der Regel einen Zerfallskrater, die Prognose ist abhängig von der Lokalisation, so ist sie besser an der Lippe als z. B. am Mundboden oder an der Zunge. Die ulzeröse Form macht etwa 99 Prozent aus. Histologisch handelt es sich hier um ein geringgradig differenziertes Plattenepithelkarzinom.
- Verruköse (warzenartige) Form: Diese nach außen (exophytisch) wachsende Form macht etwa ein Prozent aus. Der Tumor wächst langsam und metastasiert später. In der Histologie handelt es sich um hochdifferenzierte Plattenepithelkarzinome.

### Metastasen
Die Tumoren der Mundhöhle und der vorderen zwei Drittel der Zunge metastasieren primär fast nie über das Blut (hämatogen), sondern über die Lymphe in die Unterkieferlymphknoten, seltener in die Kinnlymphknoten oder tiefen Halslymphknoten. Die Häufigkeit der lymphogenen Metastasierung steigt mit dem Tumorstadium. Sie beträgt bei Diagnosestellung des Tumors ca. 30 bis 40 Prozent (T1-Stadium ca. 10–15 Prozent im Stadium T4 mit 55–75 Prozent).
Tumoren des Zahnfleischs (Gingiva) und der Wangenschleimhaut weisen bei Diagnosestellung in einem größeren Prozentsatz bereits Metastasen in den regionären Lymphknoten auf. Bei Gingivatumoren können Lymphknoten des Rachens, bei Wangenschleimhauttumoren auch Parotislymphknoten befallen sein.

## Symptome und Diagnostik
Jeder weiße oder rote Fleck, jeder Oberflächendefekt oder jedes Geschwür, jede Schwellung oder Schmerzen im Mundbereich, Taubheitsgefühl und unklare Blutung sollte von einem Facharzt abgeklärt werden. Weitere Anfangssymptome können Mundgeruch, Zahnlockerung, Halsschwellung sowie Sprech- und Schluckbehinderung sein.
Weiter sollte bei bestehendem Verdacht eine Computertomographie oder eine Kernspintomographie des Primärtumors und der Lymphbahnen durchgeführt werden. Vorteil der Kernspintomographie ist bei Tumoren der Zunge und des Mundbodens der gute Weichgewebekontrast. Soll die Infiltration des Knochens geklärt werden, ist die Kernspintomographie weniger hilfreich, hier bietet sich die Skelettszintigraphie oder die Computertomographie im Speziellen Knochenfenster an. Zudem sollte eine Panoramaschichtaufnahme der Zähne erstellt werden. Bei fortgeschrittenen Tumorerkrankungen (ab Tumorstadium T3 bzw. nachgewiesenen Lymphknotenmetastasen) sollte eine hämatogene Metastasierung von Lunge, Leber und Nebennieren kontrolliert werden. Eine Tumorbiopsie sollte erst nach der Bildgebung erfolgen.

## Therapie

### Chirurgische Therapie
Je nach Stadium und Ausdehnung des Tumors kann eine Resektion mit entsprechend großem Sicherheitsabstand (ca. 1 cm) ausreichen. Bei ausgedehnten Befunden kann eine Teilresektion des betroffenen Ober- oder Unterkiefers notwendig sein. Bei Überschreiten mehrerer Regionen der Mundhöhle sollte dann eine kombinierte Resektion von z. B. Zunge, Mundboden und Gaumen durchgeführt werden. Bei Lymphknotenmetastasen erfolgt eine selektive bis radikale Neck-Dissection.

### Radiotherapie
Bei kleinen Tumoren der Zunge und des harten Gaumens kann die alleinige Strahlentherapie zu einer sinnvollen Tumorkontrolle führen. Bei größeren Tumoren bietet sich ein aggressiveres Vorgehen in Form einer Kombination von chirurgischer und radioonkologischer Therapie an.